# 時尚風采
時尚風采（Joy And Fun、2003年10月2日出生）是一匹在紐西蘭出生以及在香港訓練的純種競賽馬匹。主要勝出賽事包括主席短途獎、華商會挑戰盃、精英盃及阿喬斯短途錦標。

## 競賽生涯

### 2006-07年馬季
時尚風采在2006-07年馬季開鑼前運來香港。2006年10月29日首次在香港出賽，由胡恩達執韁，跑第四而回。11月19日在第四班1200米賽事以一個多馬位後取勝。12月10日角逐第三班賽事，由見習騎師湯智傑策騎，馬匹在直路發力一般，末段僅僅超越創惑取得亞軍。12月26日在第三班1400米賽事由高雅志策騎，取得勝利。
2007年1月28日第三班1400米賽事成為1.9倍的大熱門，在最後階段與耀目一起後上，但是卻無法跟隨對手，被對手帶離只得亞軍。接著在2月20日的第三班1400米賽事中再次成為1.8倍大熱門，馬匹曾一度被困，望空後隨即發力，穩佔勝果。4月14日增程1600米，最終一步被駕高超越僅敗而回。5月1日再次出戰1600米，最後階段超越日後勝出分級賽的包裝大師。6月16日首次在第二班賽事中角逐，馬匹曾經兩次勒避，幸好在最後走勢順利，安然取勝。總結該季九場賽事取得五冠三亞一殿。

### 2007-08年馬季
由於馬匹在8月30日被獸醫驗出鬐甲部位棘突背部骨折，因而需要休養，10月30日通過獸醫檢查。時尚風采在2007年11月25日其士盃復出，只能跑第十二，但是輸得不遠。12月9日出戰第一班1600米賽事，末段追勢甚好，取得一席第三。2008年1月1日在第二班賽事跑獲第五。1月20日首次增程1800米賽事，但，結果只能取得第七，而且所負甚遠。2月13日轉戰跑馬地馬場，雖然在直路能找到空位，但未能加速，只能後上追至第五名。
在3月16日同日舉行的女皇銀禧紀念盃以及香港打吡大賽公佈優先出賽馬匹名單後均列為後備，最終告達理選擇角逐同日舉行的第二班1400米賽事，馬匹起步後一直跟隨領前的再勝多，並於最後超越對手，取得該季的第一場勝利。4月6日再於二級賽主席錦標跑第五，因而獲得角逐4月27日舉行的冠軍一哩賽的出賽資格。在冠軍一哩賽中，再由薄奇能策騎，馬匹在大部份時間未能望空，找到空位時力度一般，但仍能跑第五而回。
三星期後在第一班賽事亞洲電視盃中，發揮良揮，最後階段率先帶出，並以些許優勢勝出。6月13日在三級賽精英盃中，卻受到慢步速的影響，即使末段發揮馬匹的追勢，但是只能與勝出馬步步穩拉近一些距離。7月1日在沙田一哩錦標直路未能交出後勁，終取得第八名。

### 2008-09年馬季
9月21日在第一班賽事獅威啤酒挑戰盃中負最重磅上陣，在最後階段乏力，只得第七。10月1日在三級賽國慶盃中跑第四。10月26日在三級賽沙田錦標中，直路曾經一度帶先，但到最後乏力，被爆冷及再領風騷超越只獨一席第三。11月22日在香港一哩錦標預賽中繼續由賴維銘策騎，今次留在較後位置，在直路上追勢尚可，最後被好爸爸超越取得第四。賽後獲角逐香港一哩錦標的資格。在香港一哩錦標賽事中改配馬偉昌，起步跟隨再領風騷之後，在直路試圖進佔領前位置，但是用力過盡，終點前乏力而回只得第七。2009年1月1日出戰華商會挑戰盃，留守直前位置，直路與新力勁互有領先優勢，最後時尚風采，明顯帶出，取得第一場分級賽的勝利。
1月24日在董事盃取得第九，3月14日在女皇銀禧紀念盃只跑第十一名。4月5日在二級賽主席錦標狀態仍未恢復，只得第十。因而無法參與冠軍一哩賽。直至5月24日在第1班賽事亞洲電視盃復出，當時場地受大雨影響，結果在直路未能發力，取得第七。6月13日馬匹角逐精英盃，由於之前表現一般，而成為了冷門。比賽到最後階段力抗同一世界以及在大外檔的火箭動力險勝而回，贏得第二個分級賽。

### 2009-10年馬季
10月1日在國慶盃中跟前，直路迫近前列馬，可惜在終點前無法再進一步，只得一席第四。10月25日縮程角逐1200米的精英碗，選擇留後跑，但是全無表現，更大敗而回，馬匹沒有異常，騎師都爾報告稱馬鞍移滑無法平衡。其後在香港短途錦標預賽表現復甦，從後趕上一席第三而回。因而獲角逐香港短途錦標的資格。在香港短途錦標中，仍為冷門，在賽事中後上剛剛趕過領放的加州旗幟跑第三而回。
2010年1月1日在三級賽華商會挑戰盃跑獲第七。1月31日首次縮程1000米角逐百週年紀念短途盃，由衛韜禮策騎，後上反應只算一般只得第六。2月21日於主席短途獎中，馬匹雖未能發揮強烈後勁，但是最後力抗綠色駿威保住第五名。
3月27日首次參加外地賽事，角逐阿聯酋杜拜美丹馬場舉行的三級賽阿喬斯短途錦標，起步後跟隨領放馬加州旗幟，到最後階段加速，並咬著對手不放，最後100米已超越加州旗幟，取得勝利，為練馬師告達理首次在外地賽事角逐取得勝利。3月31日回港在沙田馬場及跑馬地馬場舉行祝捷儀式。後來直接休息角逐新加坡舉行的KrisFlyer國際短途錦標，最後取得第六。接著在英國舉行的金禧錦標表現平庸。

### 2010-11年馬季
返回香港的時尚風采在第一場比賽直接角逐香港短途錦標，改由安國倫策騎，但整體表現平平，未曾對前領對手作出任何威脅。接著在主席短途獎以第五名完成。之後原定角逐高松宮紀念賽，但因為日本東北大地震以及核輻射擴致，在馬匹擔心下宣佈放棄角逐。

### 2011-12年馬季
時尚風采在馬季前的試閘嘉年華中惹馬評家好感，不過在首戰特首盃中視為半冷，馬匹在直路望空發力，於100米取得領先優勢勝出，取得自年半以來首場勝利。在二級賽精英碗中以一席接近的第四名完成。接著在馬會一哩錦標被看淡下跑第五而回。在香港短途錦標於被忽視下仍能望空追上，最後與盈彩繽紛不分高下，平頭奪亞。於1月15日出戰百週年紀念短途盃，在不擅長的濕地上競逐，僅敗於新星鷹之團得第二。
2月5日角逐主席短途獎，於賽事中一直看好天久下，直路率先透出，最終大勝而回，勝出首個香港一級賽，為都爾在香港2011-12年馬季劃上完美句號。3月出戰杜拜阿喬斯短途錦標，在慢閘下以第三名完成。6月19日，該駒出戰英國皇席錦標，不敵另一匹港隊馬小橋流水，以第16名過終點。

### 2012-13年馬季
時尚風采在該季直接角逐香港短途錦標，練馬師告達理安排該駒首次綁脷，並換上巫斯義角逐，在面對多匹年輕馬下仍能落後日本短途名駒龍王跑第四。隨後角逐香港速度系列首兩關賽事，均以第八名過終點。其後第三次出戰阿喬斯短途錦標，並由安國倫策騎，結果敗於南非短途良駒謝謝您，屈居亞軍。

### 2013-14年馬季
練馬師告達理在馬季開鑼前接受傳媒訪問，認為時尚風采有機會追平「原居民」六次參與香港國際賽事紀錄，同時希望第四度出征杜拜阿喬斯短途錦標。結果該駒順利入選香港短途錦標，並由都爾策騎，但到了賽事末段，由於「捷威來」騎師墮馬的關係，該駒嚴重受阻並失蹄，導致騎師都爾幾乎被拋下，結果該駒以第13名過終點。
2014年3月29日，時尚風采最後一次出戰阿喬斯短途錦標，雖然沿途居中競跑，但末段已經力弱，結果在都爾胯下以第九名過終點。
2014年5月14日，時尚風采正式光榮退役，退役後被送往告達理長子告卓華在新西蘭的馬房，頤養天年。 

## 詳細賽績
| 日期       | 馬場   | 距離   | 級別 | 賽事名稱                  | 負重（磅） | 騎師   | 名次/出馬 | 時間      | 與頭馬距離 | 冠軍（亞軍） |
| ---------- | ------ | ------ | ---- | ------------------------- | ---------- | ------ | --------- | --------- | ---------- | ------------ |
| 29/10/2006 | 沙田   | 草1200 |      | 第四班讓賽                | 125        | 胡恩達 | 4/14      | 1:10.1    | 3-1/4      | 山東好馬     |
| 19/11/2006 | 沙田   | 草1200 |      | 第四班讓賽                | 125        | 杜利萊 | 1/13      | 1:09.3    | 1-1/4      | （鼓浪旋風） |
| 10/12/2006 | 沙田   | 草1200 |      | 第三班讓賽                | 108        | 湯智傑 | 2/14      | 1:09.4    | 2-3/4      | 山東好馬     |
| 26/12/2006 | 沙田   | 草1400 |      | 第三班讓賽                | 113        | 高雅志 | 1/14      | 1:21.7    | 1/2        | （威勁多）   |
| 28/1/2007  | 沙田   | 草1400 |      | 第三班讓賽                | 119        | 高雅志 | 2/14      | 1:22.7    | 1-3/4      | 耀目         |
| 20/2/2007  | 沙田   | 草1400 |      | 第三班讓賽                | 121        | 高雅志 | 1/14      | 1:22.7    | 1-1/2      | （獲利多）   |
| 14/4/2007  | 沙田   | 草1600 |      | 第三班讓賽                | 129        | 高雅志 | 2/14      | 1:35.0    | 短馬頭     | 獲利多       |
| 17/6/2007  | 沙田   | 草1400 |      | 第二班讓賽                | 123        | 高雅志 | 1/14      | 1:22.3    | 1/2        | （龍的風采） |
| 25/11/2007 | 沙田   | 草1400 |      | 其士盃（1班）             | 116        | 高雅志 | 12/14     | 1:22.2    | 3-1/2      | 陽光         |
| 9/12/2007  | 沙田   | 草1600 |      | 第一班讓賽                | 116        | 高雅志 | 3/13      | 1:35.3    | 3-1/4      | 新力勁       |
| 1/1/2008   | 沙田   | 草1600 |      | 第二班讓賽                | 125        | 高雅志 | 5/14      | 1:34.9    | 1-1/4      | 永不回望     |
| 20/1/2008  | 沙田   | 草1800 |      | 第二班讓賽                | 130        | 杜利萊 | 7/14      | 1:48.0    | 4-1/4      | 璐悅         |
| 13/2/2008  | 跑馬地 | 草1800 |      | 紀利華木球會挑戰盃（2班） | 126        | 高雅志 | 5/12      | 1:51.1    | 5          | 加州巔峯     |
| 16/3/2008  | 沙田   | 草1400 |      | 第二班讓賽                | 126        | 薄奇能 | 1/14      | 1:22.0    | 一頭位     | （再勝多）   |
| 6/4/2008   | 沙田   | 草1600 | HKG2 | 主席錦標                  | 123        | 普萊西 | 5/10      | 1:34.2    | 3          | 好利威       |
| 27/4/2008  | 沙田   | 草1600 | G1   | 冠軍一哩賽                | 126        | 薄奇能 | 5/10      | 1:34.2    | 4-1/4      | 好爸爸       |
| 18/5/2008  | 沙田   | 草1600 |      | 亞洲電視盃（1班）         | 121        | 薄奇能 | 1/14      | 1:34.5    | 3/4        | （友誼至上） |
| 15/6/2008  | 沙田   | 草1400 | HKG3 | 精英盃                    | 125        | 薄奇能 | 4/14      | 1:22.0    | 3-3/4      | 步步穩       |
| 1/7/2008   | 沙田   | 草1600 |      | 沙田一哩錦標（1班）       | 131        | 薄奇能 | 8/14      | 1:35.7    | 5-1/2      | 真叻仔       |
| 21/9/2008  | 沙田   | 草1400 |      | 獅威啤酒挑戰盃（1班）     | 131        | 都爾   | 7/13      | 1:22.34   | 3-1/4      | 再領風騷     |
| 1/10/2008  | 沙田   | 草1400 | HKG3 | 國慶盃                    | 127        | 都爾   | 4/14      | 1:21.54   | 2          | 友誼至上     |
| 26/10/2008 | 沙田   | 草1600 | HKG3 | 沙田錦標                  | 115        | 賴維銘 | 3/14      | 1:34.86   | 3/4        | 爆冷         |
| 23/11/2008 | 沙田   | 草1600 | HKG2 | 香港一哩錦標預賽          | 123        | 賴維銘 | 4/8       | 1:34.03   | 4-3/4      | 再領風騷     |
| 14/12/2008 | 沙田   | 草1600 | G1   | 香港一哩錦標              | 126        | 馬偉昌 | 7/14      | 1:33.63   | 5-3/4      | 好爸爸       |
| 1/1/2009   | 沙田   | 草1400 | HKG3 | 華商會挑戰盃              | 128        | 馬偉昌 | 1/12      | 1:21.04   | 3/4        | （新力勁）   |
| 24/1/2009  | 沙田   | 草1600 | HKG1 | 董事盃                    | 126        | 黎海榮 | 9/12      | 1:35.03   | 10-3/4     | 好爸爸       |
| 25/3/2009  | 沙田   | 草1600 | HKG1 | 女皇銀禧紀念盃            | 126        | 鄭雨滇 | 11/13     | 1:22.06   | 6-1/2      | 再領風騷     |
| 5/4/2009   | 沙田   | 草1600 | HKG2 | 主席錦標                  | 123        | 勞愛德 | 10/12     | 1:35.06   | 8-3/4      | 再豐裕       |
| 24/5/2009  | 沙田   | 草1600 |      | 亞洲電視盃（1班）         | 132        | 普萊西 | 7/13      | 1:41.41   | 14-3/4     | 厚利多       |
| 13/6/2009  | 沙田   | 草1400 | HKG3 | 精英盃                    | 133        | 都爾   | 1/13      | 1:21.68   | 短馬頭位   | （同一世界） |
| 1/10/2009  | 沙田   | 草1400 | HKG3 | 國慶盃                    | 129        | 都爾   | 4/13      | 1:21.76   | 1/2        | 再領風騷     |
| 25/10/2009 | 沙田   | 草1200 | HKG3 | 精英碗                    | 133        | 都爾   | 14/14     | 1:16.82   | 多位       | 創惑         |
| 22/11/2009 | 沙田   | 草1200 | HKG2 | 香港短途錦標預賽          | 123        | 都爾   | 3/14      | 1:09.59   | 1-1/2      | 鳥語花香     |
| 13/12/2009 | 沙田   | 草1200 | G1   | 香港短途錦標              | 126        | 都爾   | 3/14      | 1:09.28   | 1-1/2      | 蓮華生輝     |
| 1/1/2010   | 沙田   | 草1400 | HKG3 | 華商會挑戰盃              | 127        | 都爾   | 7/14      | 1:21.99   | 2          | 再領風騷     |
| 31/1/2010  | 沙田   | 草1000 | HKG1 | 百週年紀念短途盃          | 126        | 衛韜禮 | 6/9       | 56.05     | 4-1/4      | 蓮華生輝     |
| 21/2/2010  | 沙田   | 草1200 | HKG1 | 主席短途獎                | 126        | 衛韜禮 | 5/9       | 1:09.67   | 2-3/4      | 蓮華生輝     |
| 27/3/2010  | 美丹   | 草1200 | G3   | 阿喬斯短途錦標            | 57公斤     | 都爾   | 1/16      | 1:09.80   | 0.75       | （守護靈）   |
| 16/5/2010  | 克蘭芝 | 草1200 | G1   | KrisFlyer國際短途錦標     | 57公斤     | 都爾   | 6/10      | 1:10.48   | 5-1/4      | 綠色駿威     |
| 19/6/2010  | 雅士谷 | 草6f   | G1   | 金禧錦標                  | 130        | 都爾   | 13/22     | (1:12.57) | 5-3/4      | 花旗         |
| 12/12/2010 | 沙田   | 草1200 | G1   | 香港短途錦標              | 126        | 安國倫 | 11/14     | 1.09.61   | 4-3/4      | 卡通飛機     |
| 5/2/2011   | 沙田   | 草1200 | HKG1 | 主席短途獎                | 126        | 安國倫 | 7/11      | 1.09.51   | 4-3/4      | 點心         |
| 1/5/2011   | 沙田   | 草1200 | HKG2 | 短途錦標                  | 123        | 都爾   | 4/8       | 1.09.18   | 1-1/2      | 萬事佳       |
| 29/5/2011  | 沙田   | 草1200 | HKG3 | 沙田銀瓶                  | 123        | 都爾   | 6/14      | 1.09.40   | 2          | 點心         |
| 19/6/2011  | 沙田   | 草1400 | HKG3 | 精英盃                    | 121        | 都爾   | 6/10      | 1.21.40   | 4          | 川河勁駒     |
| 11/9/2011  | 沙田   | 草1200 |      | 特首盃（1班）             | 122        | 都爾   | 1/8       | 1:09.46   | 1-3/4      | （小橋流水） |
| 30/10/2011 | 沙田   | 草1200 | HKG2 | 精英碗                    | 125        | 都爾   | 4/14      | 1:09.00   | 1-1/4      | 富貴金龍     |
| 20/11/2011 | 沙田   | 草1200 | G2   | 馬會短途錦標              | 123        | 都爾   | 5/11      | 1:09.10   | 2-3/4      | 小橋流水     |
| 11/12/2011 | 沙田   | 草1200 | G1   | 香港短途錦標              | 126        | 都爾   | 2/14      | 1:09.03   | 頭位       | 天久         |
| 15/1/2012  | 沙田   | 草1000 | HKG1 | 百週年紀念短途盃          | 126        | 都爾   | 2/12      | 57.08     | 頸位       | 鷹之團       |
| 4/2/2012   | 沙田   | 草1200 | HKG1 | 主席短途獎                | 126        | 都爾   | 1/12      | 1.08.98   | 3/4        | （天久）     |
| 31/3/2012  | 美丹   | 草1000 | G1   | 阿喬斯短途錦標            | 57公斤     | 都爾   | 3/15      | (57.98)   | 1-1/2      | 繡球花       |
| 19/6/2012  | 雅士谷 | 草5f   | G1   | 皇席錦標                  | 130        | 都爾   | 16/22     | (59.69)   | 13         | 小橋流水     |
| 9/12/2012  | 沙田   | 草1200 | G1   | 香港短途錦標              | 126        | 巫斯義 | 4/12      | 1:09.02   | 3-1/4      | 龍王         |
| 27/1/2013  | 沙田   | 草1000 | HKG1 | 百週年紀念短途盃          | 126        | 巫斯義 | 8/14      | 56.96     | 4          | 鷹之團       |

## 血統背景
父系Cullen是1996年在澳洲出生的馬匹，競賽生涯取得四捷，雖然未曾勝出分級賽，但多次在分級賽上名，最好的成績在2000年度的火車軌錦標跑獲亞軍，2001年投入配種，配種成績一般。母系Gin Player是在1994年出生，未曾出賽，誕下多駒，取得不錯的成績，其中在2004年的出生的半妹莎莉達（Zarita）最為突出，勝出南澳洲打吡以及玉泉橡樹大賽。另一名半弟是2005年出生在香港作賽的海王子。

## 外部連結
- 血統表 （页面存档备份，存于）
- 香港賽馬會 （页面存档备份，存于）